# Halieutaea nigra
Halieutaea nigra is een straalvinnige vissensoort uit de familie van vleermuisvissen (Ogcocephalidae). De wetenschappelijke naam van de soort is voor het eerst geldig gepubliceerd in 1891 door Alcock.